# 미국가시풀
미국가시풀은 벼목 벼과의 식물이다. 그것은 북아메리카와 남아메리카가 원산지이다.
미국가시풀은 수풀을 형성하는 한해살이풀이다. 높이는 80cm까지 성장한다. 잎은 깃털이 있거나 깃털이 없이 나고 넓이는 12mm이다. 잎혀는 깃털의 무늬이다.

## 참조
1. ↑  미국가시풀. 보관됨 2009-09-18 - 웨이백 머신 National Weeds Strategy.